# Třeštibok
Třeštibok este o arie protejată (arie specială de conservare — SAC, sit de importanță comunitară — SCI) din Republica Cehă întinsă pe o suprafață de 29,03 ha, integral pe uscat.

## Localizare
Centrul sitului Třeštibok este situat la coordonatele 49°52′37″N 14°27′04″E / 49.876944°N 14.451111°E.

## Înființare
Situl Třeštibok a fost declarat sit de importanță comunitară în aprilie 2005 pentru a proteja 1 specie de animale. Situl a fost protejat și ca arie specială de conservare în iunie 2013.

## Biodiversitate
Situată în ecoregiunea continentală, aria protejată nu include niciun habitat protejat.
La baza desemnării sitului se află o specie protejată de  nevertebrate: Euplagia quadripunctaria.